# 維伍德
維伍德（Verwood）是英格蘭多塞特郡的一個城鎮和民政教區，位於伯恩茅斯以北15英里（24），普爾以北19英里（31）。據2009年多塞特郡議會數據，維伍德有人口14,820人。2011年人口普查時，維伍德有人口14,852人。

## 外部連結
- Verwood Town Council （页面存档备份，存于）